# Rhinolophus nereis
Rhinolophus nereis (K. Andersen, 1905) è un Pipistrello della famiglia dei Rinolofidi endemico di alcune isole dell'Indonesia.

## Descrizione

### Dimensioni
Pipistrello di piccole dimensioni, con la lunghezza dell'avambraccio tra 45 e 46 mm, la lunghezza della coda tra 17 e 18 mm, la lunghezza della tibia di 21 mm.

### Aspetto
Le parti dorsali sono marroni mentre le parti ventrali sono grigio-giallastre. Le orecchie sono lunghe. La foglia nasale presenta una lancetta corta e con i bordi diritti, un processo connettivo basso e con il profilo arrotondato, una sella con la base separata dal setto tra le narici da un incavo profondo, con i bordi leggermente convergenti a metà lunghezza e l'estremità arrotondata. La porzione anteriore è larga, copre quasi completamente il muso ed ha una foglietta supplementare sotto di essa. Il labbro inferiore ha tre solchi longitudinali. La coda è lunga ed inclusa completamente nell'ampio uropatagio. Il primo premolare superiore è situato lungo la linea alveolare.

## Biologia

### Alimentazione
Si nutre di insetti.

## Distribuzione e habitat
Questa specie è conosciuta soltanto sull'isola di Siantan, nelle Isole Anambas e sull'isola di Bunguran nelle Isole Natuna situate nel Mar Cinese Meridionale tra il Borneo e la Penisola malese.

## Conservazione
La IUCN Red List, considerato la mancanza di recenti informazioni circa lo stato della popolazione, l'habitat, l'ecologia e le minacce, classifica R.nereis come specie con dati insufficienti (DD).